# Alojz Gradnik
Alojz Gradnik (n. 3 august 1882 - d. 14 iulie 1967) a fost un poet și traducător sloven.
Lirica sa, de interioară exigență, exprimă sentimente umane și viziuni cosmice, ce dă expresie solitudinii dezolante.

## Scrieri
- 1916: Stele căzătoare ("Padajoče zvezde"), lirică a sentimentului de sigurătate
- 1922: Calea durerii ("Pot bolesti"), unde este exprimată experientă durerii ca izvor al energiei și curajului
- 1926: De profundis
- 1938: Eternele izvoare ("Večni studenci"), lirică a destinului uman
- 1944: Cântece despre Maja ("Pesmi o Maji"), speranța în salvgardarea existenței umane de frenezia atotdistrugătoare a războiului
- 1944: Sângele care cântă ("Pojoča kri").

Gradnik a tradus din lirica chineză, italiană și engleză.
1. 1 2  Alojz Gradnik, Opća i nacionalna enciklopedija
2. 1 2  Alojz Gradnik, Brockhaus Enzyklopädie
3. ↑  CONOR.SI[*] Verificați valoarea |titlelink= (ajutor)